# Kozmice (powiat Opawa)
Kozmice (niem. Kosmütz) – gmina w Czechach, położona w powiecie Opawa, w kraju morawsko-śląskim, w tzw. kraiku hulczyńskim. Według danych z dnia 1 stycznia 2012 liczyła 1832 mieszkańców.
Pierwsza wzmianka pochodzi z 1349 roku jako Kozmicze (od imienia Kosmas z przyrostkiem -(ov)ice), następnie w XV i XVI wieku wyróżniano część górną i dolną z powodów własnościowych. W XVII wieku pod wpływem języka niemieckiego wzmianka Kozmocz (1672) ewoluowała do Kos(e)mütz w XIX wieku. Po I wojnie śląskiej w 1742 roku wieś przyłączono do Prus. W 1920 roku wraz ze Śląskiem Hulczyńskim znalazła się w granicach Czechosłowacji.